# Iceta di Siracusa (filosofo)
Iceta di Siracusa (Siracusa, 400 a.C. – 335 a.C.) è stato un filosofo e astronomo siceliota della scuola pitagorica.
Fu il primo ad asserire che la rotazione giornaliera apparente della volta celeste è dovuta alla rotazione della Terra su se stessa.

## Biografia
Non ci sono giunte opere di Iceta ma di lui parla Marco Tullio Cicerone, riportando l'opinione di Teofrasto. Iceta affermò che «Tutto nell'Universo è immobile, eccetto la Terra»; infatti credeva che il movimento giornaliero delle stelle "fisse" fosse causato dalla rotazione della Terra intorno al proprio asse di rotazione.
La stessa tesi venne anche sviluppata, dopo di lui, da Ecfanto e da Eraclide Pontico. Niccolò Copernico lo considerò un precursore del suo sistema. Iceta credeva inoltre alla esistenza di una seconda Terra, l'antiterra. La concezione di Iceta era comunque geocentrica, anche se nella sua visione Venere e Mercurio giravano intorno al Sole.